# Aberwheeler
Aberwheeler (en anglais) ou Aberchwiler (en gallois) est un village et une communauté du Denbighshire, au pays de Galles.
Il est situé dans le nord du comté, à 7 km au nord-est de la ville de Denbigh.

## Démographie
Au recensement de 2011, la communauté d'Aberwheeler comptait 298 habitants.